# Michele Mari
Pour les articles homonymes, voir Mari.
 (janvier 2021).
Michele Mari, né le 26 décembre 1955  à Milan, est un écrivain italien. Il enseigne la littérature italienne à l'université de Milan. Il vit à Rome depuis 1972.

## Biographie
Michele Mari est philologue, spécialiste de la science-fiction et de la bande dessinée.
Dans ses histoires, il utilise fréquemment le thème de l’enfance ou de la prime jeunesse.
Son style littéraire trouve ses références dans la littérature italienne, chez Carlo Emilio Gadda, Tommaso Landolfi et Giorgio Manganelli, et hors Italie chez Louis-Ferdinand Céline.
Son avant-dernier roman, Verderame (Les Limaces françaises) lui vaut le prix Grinzane Cavour en 2008, comme super-vainqueur de la Fiction italienne.
Il est auteur d'œuvre poétique, d'essais critico-philologiques et d'ouvrages généraux, principalement consacrés à la littérature italienne des XVIIIe – XIXe siècles et à la littérature fantastique comparée.

### Vie familiale
Il est le fils du designer et artiste Enzo Mari et de l'artiste et illustratrice Iela Mari

## Œuvres

### Romans et nouvelles
- Di bestia in bestia, Milano, Longanesi 1989; réédition: Turin, Einaudi, 2013  (ISBN 978-88-062-1533-0)[1].
- Io venìa pien d'angoscia a rimirarti, Longanesi 1990; réédition: Venezia, Marsilio, 1998; réédition: Torino, Einaudi, 2016
- La stiva e l'abisso, Milano, Bompiani 1992; réédition:Torino, Einaudi, 2002 et 2018

- Euridice aveva un cane, Milan, Bompiani, 1993[2]; réédition: Torino, Einaudi, 2004-2016
- Filologia dell'anfibio. Diario militare, Milano, Bompiani, 1995; réédition: coll. «Contromano», Roma-Bari, Laterza, 2009; réédition: Torino, Einaudi, 2019,  (ISBN 978-88-062-4110-0)
- Rondini sul filo, Milano, Mondadori, 1999
- Tutto il ferro della torre Eiffel, coll. «Supercoralli, Torino, Einaudi, 2002,  (ISBN 978-88-061-6275-7)
- Verderame, Collana Supercoralli, Torino, Einaudi, 2007,  (ISBN 978-88-061-6281-8)
- Milano fantasma (illustré par Velasco Vitali) Torino, EDT, 2008,  (ISBN 978-88-604-0369-8)
- Rosso Floyd, coll. «Supercoralli», Torino, Einaudi, 2010,  (ISBN 978-88-061-9544-1)
- Fantasmagonia, coll. «Supercoralli», Torino, Einaudi, 2012,  (ISBN 978-88-062-0955-1)
- Roderick Duddle, Torino, Einaudi, 2014,  (ISBN 978-88-062-2927-6)
- Asterusher. Autobiografia per feticci (photographies: Francesco Pernigo), Corraini, 2015; nouvelle édition élargie: 2019,  (ISBN 978-88-757-0753-8)
- Sogni (illustré par Gianfranco Baruchello), Humboldt, 2017,  (ISBN 978-88-993-8518-7)
- Leggenda privata, coll. «Supercoralli», Torino, Einaudi 2017,  (ISBN 978-88-062-2895-8)
- Le maestose rovine di Sferopoli, coll. «Supercoralli», Torino, Einaudi, 2021,  (ISBN 978-8806250607)

### Poèmes
- Cento poesie d'amore a Ladyhawke, coll. «Collezione di poesia», Torino, Einaudi, 2007,  (ISBN 978-88-061-8112-3)
- Dalla cripta, coll. «Collezione di poesia», Torino, Einaudi, 2019,  (ISBN 978-88-062-4004-2)

### Théâtre
- Ballata triste di una tromba, Ricordi, 1996

### Bandes Dessinées
- I Sepolcri illustrati, Torino, Portofranco, 2000
- Il Visconte dimezzato, «Il Caffè illustrato», 2001, réedition: 2004
- La morte attende vittime, Roma, Nero, 2019

### Essais
- Eloquenza e letterarietà nell'Iliade di Vincenzo Monti, La Nuova Italia, 1982; réédition: Ledizioni, 2012,  (ISBN 978-88-959-9480-2)
- Venere celeste e Venere terrestre, Mucchi, 1988
- Il genio freddo. La storiografia letteraria di Girolamo Tiraboschi, CUEM, 1990
- Momenti della traduzione fra Settecento e Ottocento, IPL, 1994
- I demoni e la pasta sfoglia, Quiritta, 2004; nouvelle édition élargie: Cavallo di Ferro, 2010; IIIéme édition élargie: coll. «La Cultura», Milano, Il Saggiatore, 2017,  (ISBN 978-88-428-2322-3).
- La critica letteraria nel Settecento, Ledizioni, 2014

### Œuvres traduites en français
- Toi, sanglante enfance, [«Tu, sanguinosa infanzia»], trad. de Jean-Paul Manganaro, Paris, Ypsilon Éditeur, 2019, 134 p.  (ISBN 978-2356540935)
- Les Limaces françaises, [« Verderame »], trad. de Jean-Paul Manganaro, Paris, Éditions du Seuil, coll. « Cadre vert », 2012, 200 p.  (ISBN 978-2-02-098262-7)
- Tout le fer de la tour Eiffel, [« Tutto il ferro delle torre Eiffel »], trad. de Jean-Paul Manganaro, Paris, Éditions du Seuil, coll. « Cadre vert », 2005, 297 p.  (ISBN 2-02-062900-3)
- Pink Floyd en rouge, [« Rosso Floyd »], trad. de Jean-Paul Manganaro, Paris, Éditions du Seuil, coll. « Cadre vert », 2001, 312 p.  (ISBN 978-2-02-103808-8)

## Récompenses et distinctions
- 2003 : lauréat du prix Bagutta pour Tutto il ferro della Tour Eiffel (Einaudi)
- 2018 : lauréat du prix Brancati pour Leggenda privata (Einaudi)